# (161545) Ferrando
(161545) Ferrando es un asteroide perteneciente al cinturón de asteroides, descubierto el 10 de diciembre de 2004 por Juan Lacruz desde el Observatorio de La Cañada, Ávila, España.

## Designación y nombre
Designado provisionalmente como161545 Fer. Fue nombrado Ferrando en honor al astrónomo español Rafael Ferrando fundador del Observatorio Pla D'Arguines en Segorbe, Valencia.

## Características orbitales
Ferrando está situado a una distancia media del Sol de 2,292 ua, pudiendo alejarse hasta 2,709 ua y acercarse hasta 1,874 ua. Su excentricidad es 0,182 y la inclinación orbital 22,94 grados. Emplea 1267 días en completar una órbita alrededor del Sol.

## Características físicas
La magnitud absoluta de Ferrando es 15,9. Tiene 1,719 km de diámetro y su albedo se estima en 0,238.